# Ureumformaldehyde
Ureumformaldehyde is een polymere kunsthars. Ze bestaat, zoals de naam al doet vermoeden, uit ketens van een verbinding tussen formaldehyde en ureum.

Structuur van ureumformaldehydehars

Ureumformaldehyde is niet te vervormen. Dit komt doordat de polymeerketens onderling aan elkaar vastzitten met crosslinks. De stof is dus een thermoharder.
De stof wordt gevormd door polycondensatie van methanal en ureum onder invloed van een katalysator. 
Bij sterk verwarmen ontleedt de stof in kortere ketens.

## Toepassingen
Ureumformaldehyde wordt als isolatiemateriaal in onder andere spouwmuren toegepast. Het heeft een matige tot redelijke isolatiewaarde, maar dient goed te worden gesynthetiseerd op de bouwplaats. Als dat onzorgvuldig is gebeurd of wanneer het materiaal niet goed is verdeeld, kunnen spouwmuren vochtproblemen gaan vertonen.